# Kaplan
För andra betydelser, se Kaplan (olika betydelser).
En kaplan (tidigare kapellan, det vill säga kapellpräst, präst i kapellförsamling) var i Svenska kyrkan tidigare titeln för kyrkoherdens medhjälpare. I Evangelisk-lutherska kyrkan i Finland kallas kyrkoherdens medhjälpare fortfarande kaplan, vilket i Sverige motsvarar en komminister. I de fall titeln kaplan fortfarande brukas i Svenska kyrkan kan den avse biskops medhjälpare eller en präst med särskilt ansvar. En domkyrkokaplan har ansvaret för gudstjänstlivet i domkyrkan.
En kaplan kan även vara en präst med begränsade, speciella uppgifter, såsom fältpräst, sjukhuspräst eller skolpräst. Det kan också vara en präst eller pastor som ombetts av en förening eller sammanslutning att ansvara för själavården i organisationen eller vid ett visst evenemang, såsom en lägerkaplan inom scoutrörelsen eller överkaplanen inom Svarta örns orden.
I Norska kyrkan kallas kyrkoherdens medhjälpare kapellan. Termen har även använts inom Danska folkkyrkan.
Inom romersk-katolska kyrkan kallas kyrkoherdens medhjälpande präst fortfarande för kaplan.